# Amand-Marie-Jacques de Chastenet, Marquês de Puységur
Amand-Marie-Jacques de Chastenet, Marquês de Puységur (Paris, França, 1 de março de 1751 - Castelo de Buzancy, Buzancy, França, 1 de agosto de 1825) foi discípulo direto de Franz Anton Mesmer, ficou conhecido por sua experiência transcrita sobre a prática do magnetismo animal e do Sonambulismo magnético. Ele ainda foi um oficial-general de artilharia.

## Família Chastenet de Puységur
Amand Marie Jacques de Chastenet de Puységur nasceu na cidade de Paris na França no dia 1 de março de 1751 em família nobre de militares, marqueses e condes.
Ele foi o neto de François Jacques de Chastenet de Puységur, Marquês de Puységur e Marechal de França (1656-1743).
Filho de François-Jacques-Maxime de Chastenet, Marquês de Puységur, conde de Chessy (1716 – 1782), Chevalier de Saint Louis e tenente-general das forças armadas da França e de sua esposa Marie-Marguerite Masson(? – 1760).
Casou-se em 1781 com Marguerite Baudard de Saint-James (1766 – 1837) e Jacques-Paul-Alexandre de Chastenet (1790 – 1846) foi um de seus filhos.

## Militar e político de carreira
Ele entrou em serviço no “corps royal de l’artillerie” (Corpo Real de Artilharia) em 1768, graças ao amigo de família, Earl Marechal Broglie, o progresso de Amand ocorre muito rápido e chega no mesmo ano a tenente de artilharia.
Em 1775 galga o cargo de capitão-chevalier.
No ano de 1778, foi nomeado coronel aos 27 anos. Distinguiu-se no Grande cerco de Gibraltar (1779 – 1783) e, em seguida foi enviado em missão oficial à Rússia.
Em 1785, ele assume o comando de seu regimento de artilharia em Estrasburgo.
1789 foi o ano que ele assumiu o comando da école d’artillerie de La Fère(escola de artilharia de La Fere) com o cargo de Marechal.
Iluminista, começa a seguir as novas ideias da corrente revolucionária, e é dominado pelo rumo dos acontecimentos.
Ele recebeu a patente de general de brigada de artilharia em 1789, e renunciou em maio de 1792.
Enquanto seus dois irmãos emigraram no exterior, ele recusou-se a segui-los. Sob o Terror, ele passou dois anos na prisão com sua esposa e filhos, mas conseguiu não ser privado de sua propriedade. Sob o Consulado e o Império, de 1800 a 1805 , ele foi prefeito de Soissons.
Em 1814 é condecorado com o título de tenente general.
Armand ficou gravemente doente em Reims no ano de 1825 durante a coroação de Carlos X da França por tentar dormir no frio, na tenda de seu avô o Marechal Jacques de Chastenet e morreu pouco depois. Ele foi enterrado na cripta da Igreja de Buzancy (Aisne).

## Puységur e o magnetismo animal
Tal como os seus dois irmãos mais novos, Jacques-Maxime-Paul Chastenet, Conde de Puységur(1755 - 1848) e Antoine-Hyacinthe-Anne de Chastenet, conde de Chastenet (1752 - 1809), Armand foi aluno de Franz Anton Mesmer, como membro da Société de l'Harmonie (Sociedade da Harmonia) em 1782.
Armand de Chastenet difere de Mesmer, declara ser um vetor para os pacientes que seriam seus próprios médicos, Mesmer afirma que o tratamento ocorre a partir de uma ação puramente fisiológica atuada por um fluido magnético ou ‘’corrente’’. Ele também questiona o fato da necessidade da crise, que Mesmer tinha defendido como condição final pelo tratamento através do magnetismo.
A partir de 1784, em sua área de Buzancy em Soissons, Puységur começou a praticar ‘’mesmerização’’, um fenômeno magnético de transmição de fluido vital por meio do fluido magnético considerando a realização da cura aos males das pessoas do seu castelo, Henri Ellenberger , o historiador da psicanálise e psicoterapia, escreveu que:
| “ | Puységur foi um dos grandes contribuidores esquecido para a história das ciências psicológicas. | ” |

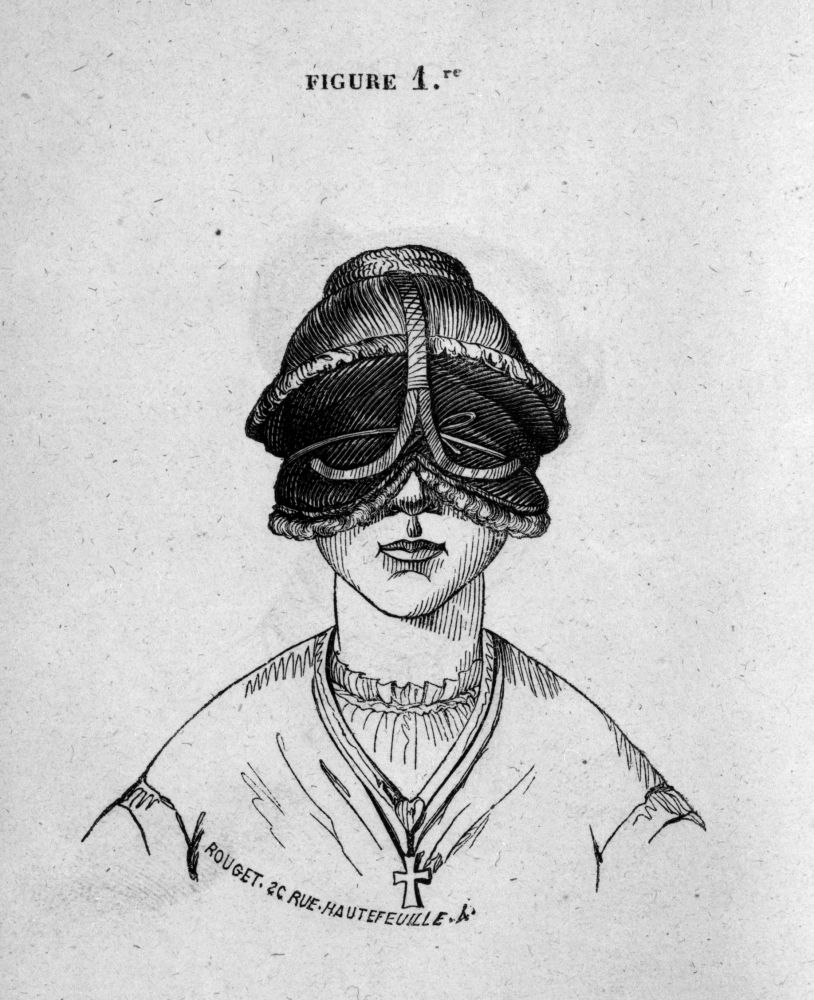
Sonâmbula figura 1

Este é um resultado do fraco desenvolvimento desta nota prática, diz a Victor Race, um agricultor cuja família está no seu serviço, um estado de sonambulismo. É assim que ele descreve o estado adormecido, mas totalmente consciente de que, em seguida, voltar a ocorrer. Ele irá descrever incluindo clarividência dos pacientes sobre sua própria doença, por outro, e os remédios que lhes convêm. O primeiro evento acontece em 4 de Maio de 1784, o ano da publicação de seu primeiro livro sobre o magnetismo animal. Este é também o ano da publicação dos dois relatórios oficiais sobre o magnetismo animal patrocinados por Louis XVI .
Em 1785 ele ministrou um curso sobre o magnetismo animal para a sociedade maçônica local.
Em 1785, ele traz Victor Race em Paris para demonstrar suas descobertas antes de Mesmer. No mesmo ano, ele cria Strasbourg harmônica Sociedade dos Amigos reunião em que ela forma cerca de duzentos e hipnotizadores instituto muitos centros de tratamento. Esta empresa continua a existir até 1789 e publicou numerosos artigos sobre os vários casos tratados por magnetismo.
Sempre criticado e desafiado, ele realiza muitas ações para atender a essa sala descrença. Para um destes biógrafos ( Jean-Pierre Petter ) que destacou o poder de cada joguei contra ele e, em vez de vê-la como uma personalidade de purificação e que codifica o magnetismo e o fenômeno do sonambulismo, preferenciais representadas como aristocrata manipuladora para não perder a imagem do poder hierárquico. Este é um ponto de vista que afirma que tais práticas não poderia ser neutro no contexto político e religioso da Revolução Francesa .
| “ | Puységur sabia, como Mesmer, sua personalidade era o agente da cura magnética ou mais precisamente formulado, referência fluídica estabelecido entre ele e o paciente. Este "harmonia" numa terminologia mais moderna, falaria de transposição magnética, que serve como um meio para uma prática ordenada e bem sucedida da psicologia profunda. Pelo menos a meio caminho século XIX, esse procedimento foi constante desenvolvimento e praticado em maneiras incríveis. Ainda Schopenhauer afirmou que este descoberta foi, se o ajuste, a mais importante na história das idéias humanas, embora, à primeira proposta aos enigmas da razão do que resolvida. Na verdade, aqui a erupção tinha ocorrido a um psicologia profunda secularizada que poderia desatar o seu conhecimento do cuidado das almas, tradicional, religioso e pastoral (...) | ” |

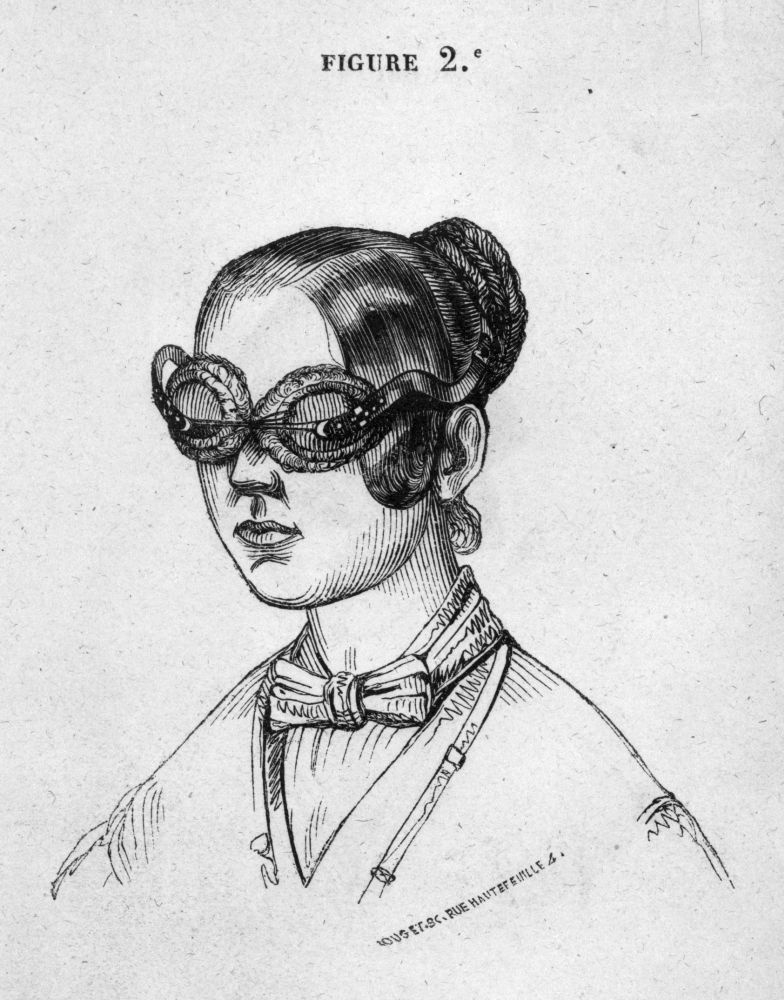
Sonâmbula figura 2

Puységur desenvolveu uma teoria baseada na ideia de dar mais importância à vontade de terapeuta sobre o paciente, em vez de a convulsões e distúrbio de si mesmo, assim como seu mestre. Seu trabalho se concentrou em um estado peculiar o sono que ele chamou de "sonambulismo", seus trabalhos junto com os do naturalista Joseph Philippe François Deleuze (1753-1835), que considerou que a utilização do magnetismo produz uma ligação entre magnetizador e magnetizado.
Puységur é o líder da escola de magnetismo animal "psicofluidistas". Em particular entre eles, Deleuze , o médico Alphonse Teste, o oficial e escritor Charles de Villers, Casimir Chardel, Auguste Leroux, AA Tardy de Montravel e Jules Charpignon.
O Instituto do Marquês de Puységur "Société des Amis Harmonique Réunis" teve sucesso até a Revolução Francesa, mas foi dissolvida durante a revolução e condenado a dois anos de prisão na comuna de Puységur. Após a queda de Napoleão, uma nova geração de magnetizadores apropriou de seu ensinamento. Suas contribuições vieram gradualmente esquecido até que Charles Richet seus escritos em 1884 redescoberto e ocupar queria que de hoje a hipnoterapia diminuiu principalmente devido a suas teses. Henri Ellenberger chamado Puységur "um dos grandes autores esquecidos da história das ciências psicológicas" e publicado detalhes da vida e obra de Puységurs em seu livro "descoberta do inconsciente"

### Testemunho de Deleuze
| “ | Se a doutrina exposta nesta obra conduzir algumas pessoas a fazer o bem, eu lhes rogo que lembrem ser esta doutrina a consequencia dos princípios estabelecidos e dos fatos observados por M. de Puységur | ” |

.

## Literatura
- História da Psiquiatria e Psicologia Médica: com epílogo em psiquiatria escrito por Edwin R. Wallace, John Gach, página 558
- Impromptu Hypnosis por Ilya Grzeskowitz, página 41 - ISBN 9783868822465

## Tratados

### Na língua nativa
- Mémoires pour servir à l'histoire et à l'établissement du magnétisme animal, 1784 ISBN 2911416805, (reeditado em 1809)
- Du magnétisme animal, considéré dans ses rapports avec diverses branches de la physique générale, 1807
- Recherches, expériences et observations physiologiques sur l'homme dans l'état du somnambulisme naturel, et dans le somnambulisme provoqué par l'acte magnétique, Paris, 1811
- Les fous, les insensés, les maniaques et les frénétiques ne seraient-ils que des somnambules désordonnés?, Paris, 1812
- Appel aux savants observateurs du dix-neuvième siècle, de la décision portée par leurs prédécesseurs contre le magnétisme animal, et fin du traitement du jeune Hébert, Paris, 1813
- Les vérités cheminent, tôt ou tard elles arrivent, Paris, Dentu, 1814

### Traduzido
- Instruções praticas sobre o magnetismo, ed Vida e Saber, 2013